# Andrzej Mozołowski
Andrzej Mozołowski (ur. 27 października 1925, zm. 27 sierpnia 1997 w Warszawie) – polski żołnierz, dziennikarz, pisarz, więzień obozu koncentracyjnego.

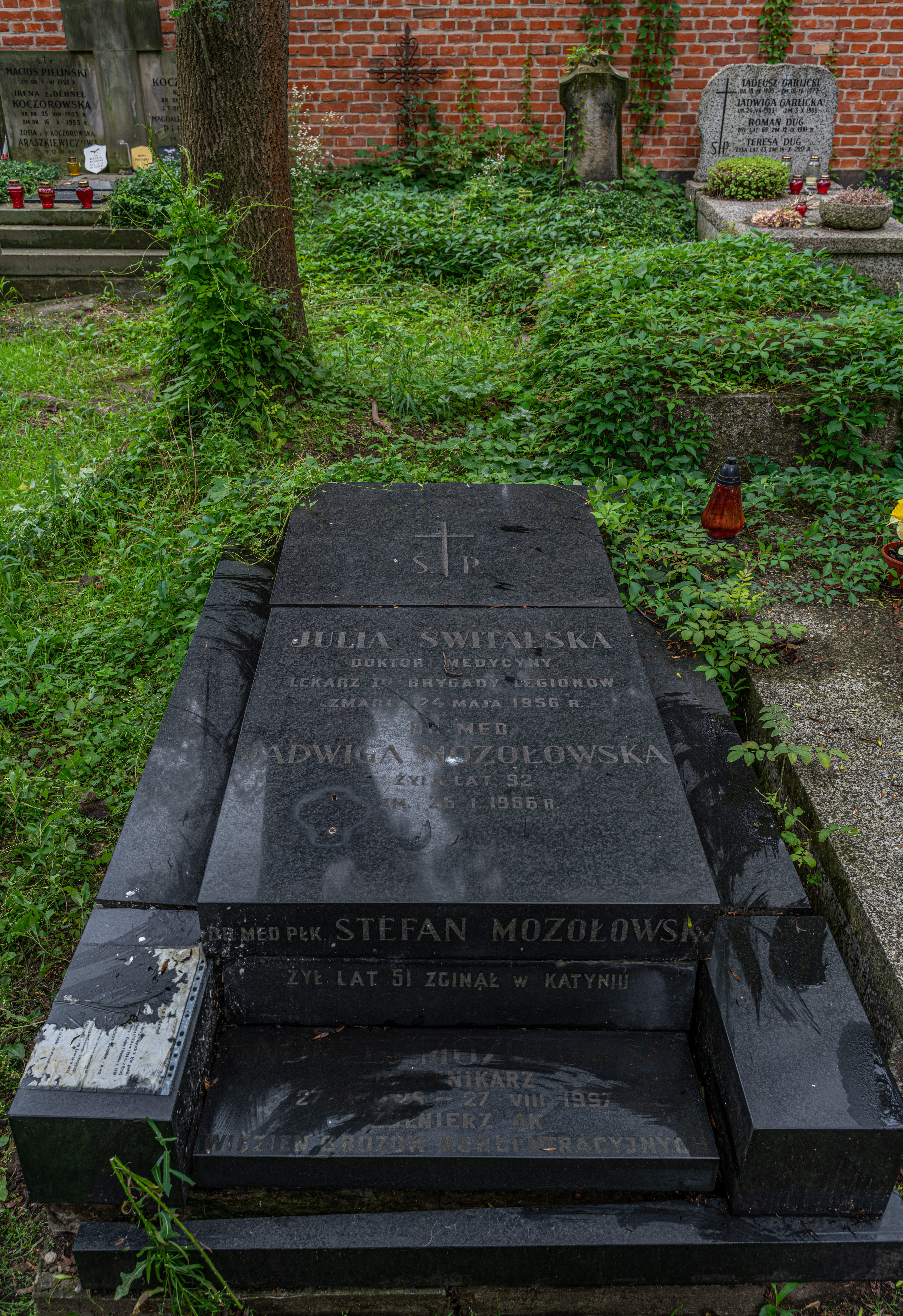
Grobowiec Mozołowskich i Julii Świtalskiej

## Życiorys
Był synem lekarzy Stefana Mozołowskiego (1892–1940), neurologa, pułkownika Wojska Polskiego, ofiary zbrodni katyńskiej i Jadwigi z domu Jaroszewicz (1893-1986), specjalistki chorób skórnych i wenerycznych) oraz bratem Anny.
Uczył się w I Państwowym Gimnazjum i Liceum im. Stefana Batorego w Warszawie. Do 1939 zamieszkiwał z rodziną w kamienicy przy Alei Szucha 16. Podczas II wojny światowej w trakcie okupacji niemieckiej zamieszkiwał w Warszawie z rodziną przy ul. Wilczej 2 (róg ulicy z Alejami Ujazdowskimi). Działał w konspiracji i był żołnierzem Armii Krajowej. W jego domu odbywały się tajne wykłady. W trakcie obławy tamże został aresztowany przez Niemców, a po interwencji matki, która powołała się na przedwojenną działalność swojego męża z niemieckimi profesorami, wyrok śmierci został zamieniony na dożywotni obóz koncentracyjny. Był osadzony w obozie Bergen-Belsen. Po odzyskaniu wolności został przyjęty do 2 Korpusu Polskiego. W stopniu plutonowego podchorążego służył w 8 Batalionie Strzelców Karpackich.
Po wojnie ukończył studia. Publikował książki. Jako dziennikarz i publicysta w latach 90. publikował w tygodniku „Polityka”, występował też w TVP.
Postanowieniem Prezydenta RP Aleksandra Kwaśniewskiego z 5 marca 1997 został odznaczony Krzyżem Komandorskim Orderu Odrodzenia Polski w uznaniu wybitnych zasług w działalności publicystycznej i społeczno-kulturalnej.
Zmarł 27 sierpnia 1997. Jego żoną była Jolanta (1928–2015). Wraz z matką, żoną i ciotką spoczywa w grobowie rodzinnym na cmentarzu Stare Powązki w Warszawie (kwatera 216-4/3-1). Spoczęła tam także dr Julia Świtalska, gdzie symbolicznie upamiętniony jest Stefan Mozołowski.

## Publikacje
- Czas pracy sprzedawców sklepowych (1953)
- Handel samoobsługowy (1957)
- Teksty reklamowe. Reklama prasowa i wydawnictwa reklamowe (1966)
- Szlakami motoryzacji (1968)
- Diabelska wyspa (1973)
- Samobójcy ginęli daremnie (1976)
- Jak to się stało? (1978)
- Usługi i rzemiosło. Uwagi i propozycje (1980)
- Tak upadło imperium (1984)
- Zmierzch samurajów (1989)
- The strange case of dr. Jekyll and mr. Hyde (1958, opracowanie; autor: Robert Louis Stevenson)